# Cave Creek
Cave Creek – miasto w Stanach Zjednoczonych, w stanie Arizona, w hrabstwie Maricopa.